# Aliciella latifolia
Aliciella latifolia är en blågullsväxtart. Aliciella latifolia ingår i släktet Aliciella och familjen blågullsväxter.

## Underarter
Arten delas in i följande underarter:
- A. l. imperialis
- A. l. latifolia

## Bildgalleri

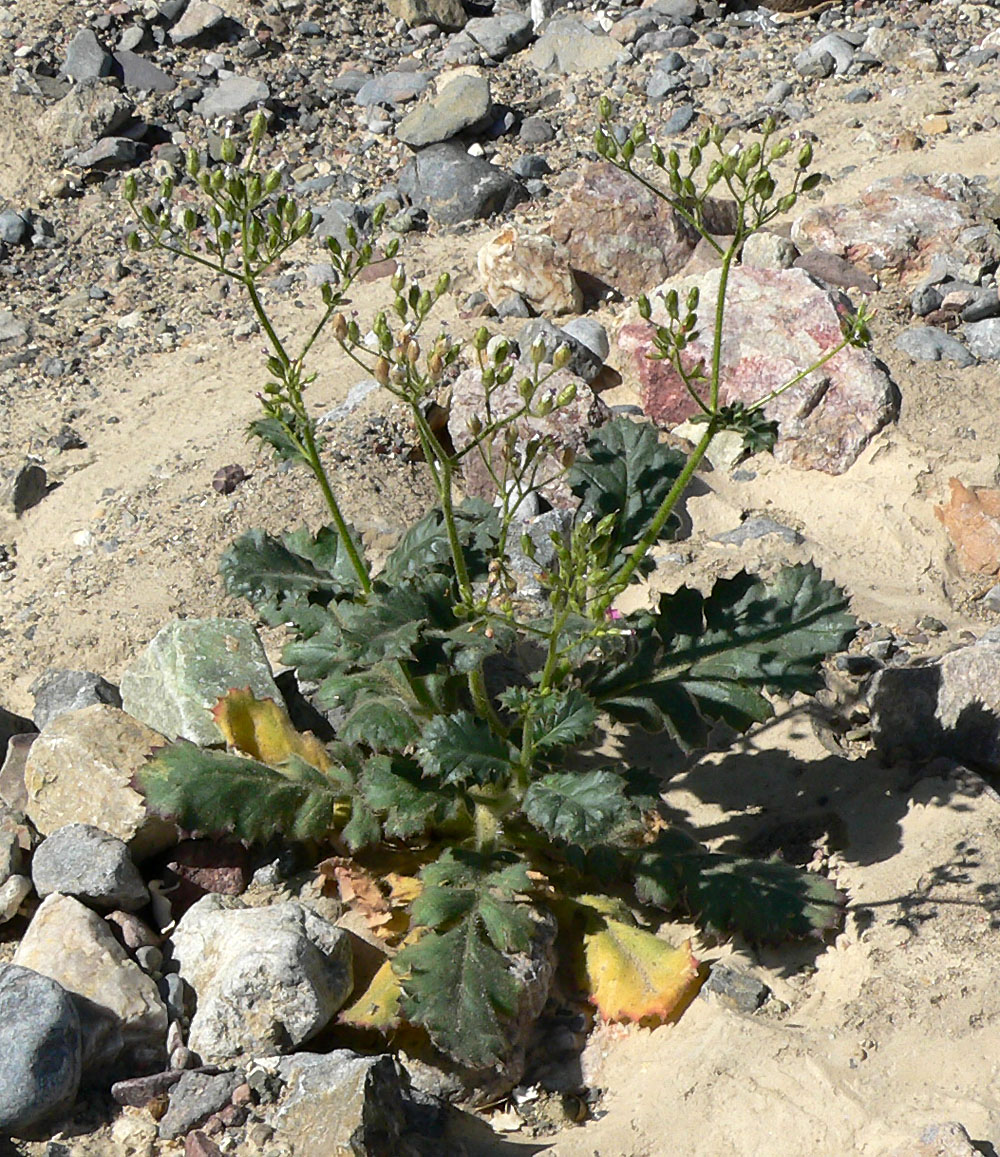
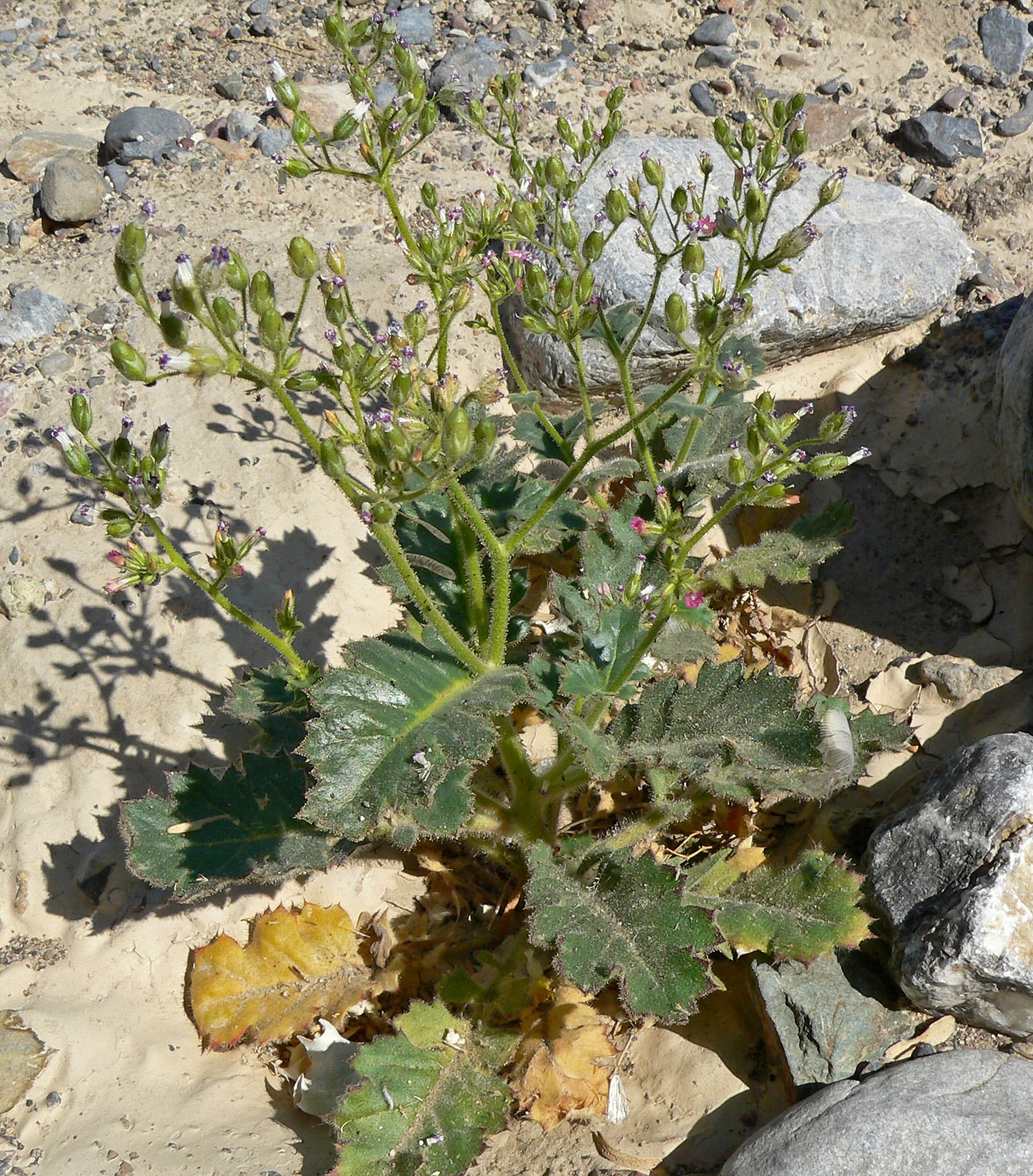
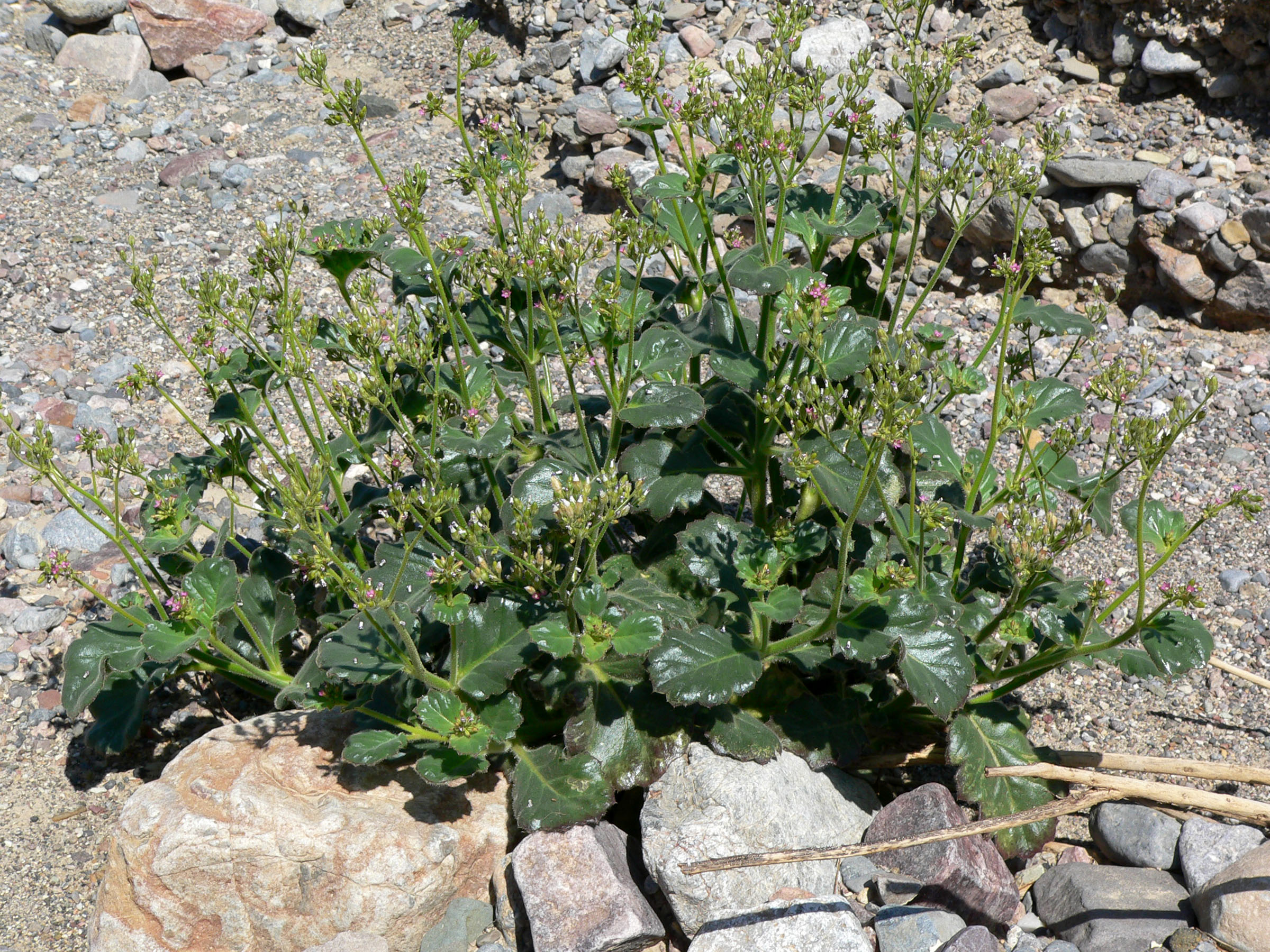
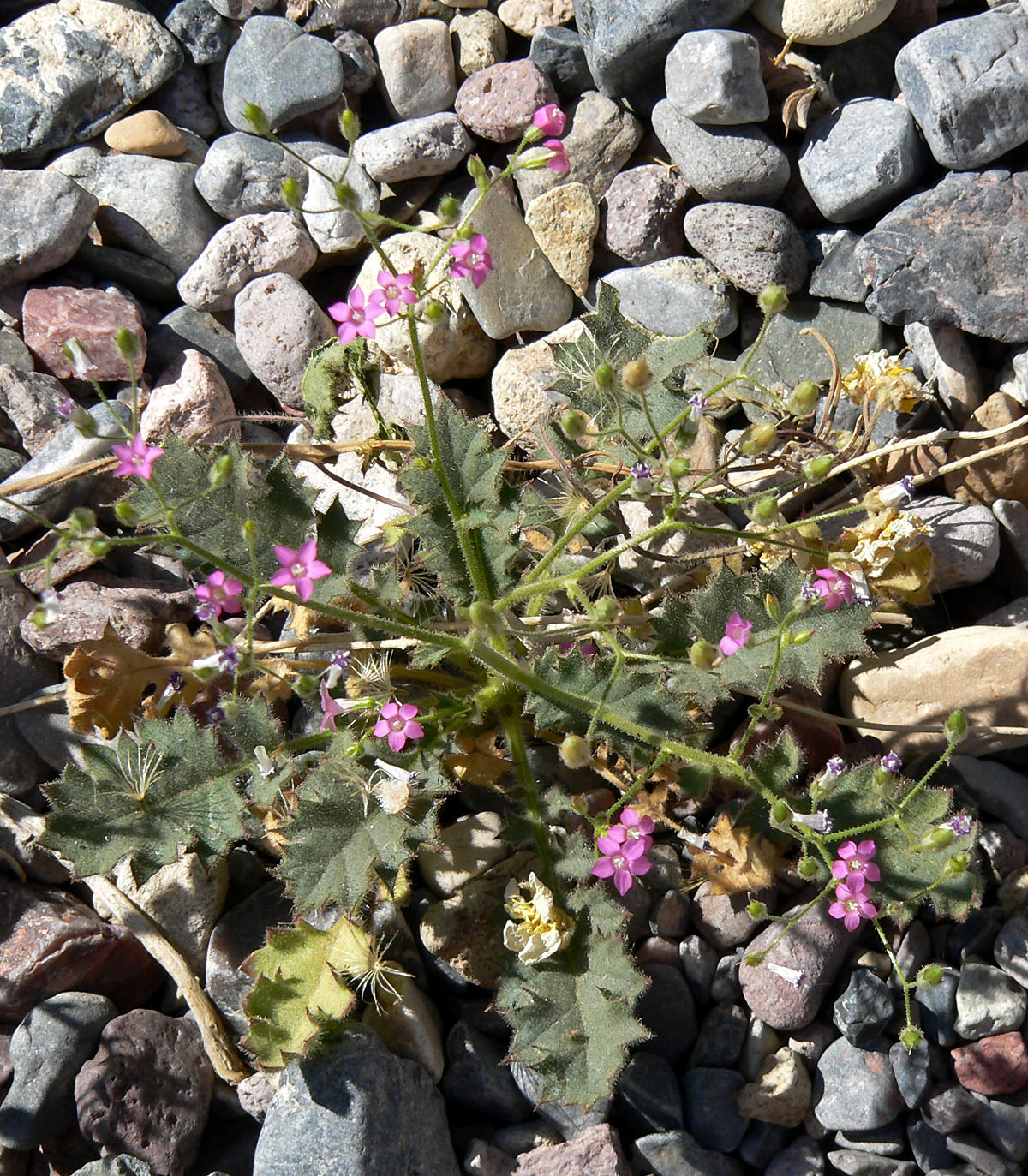
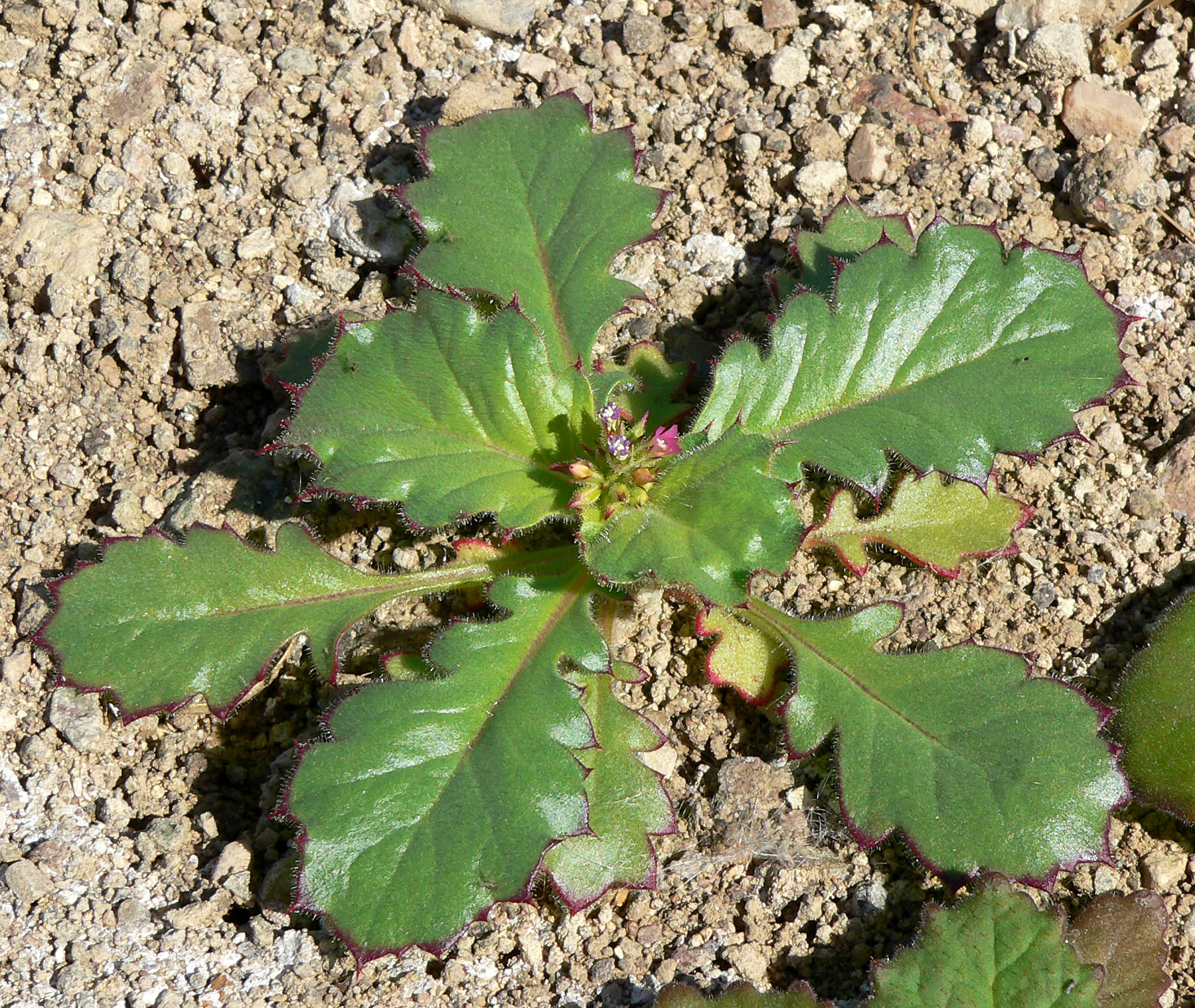
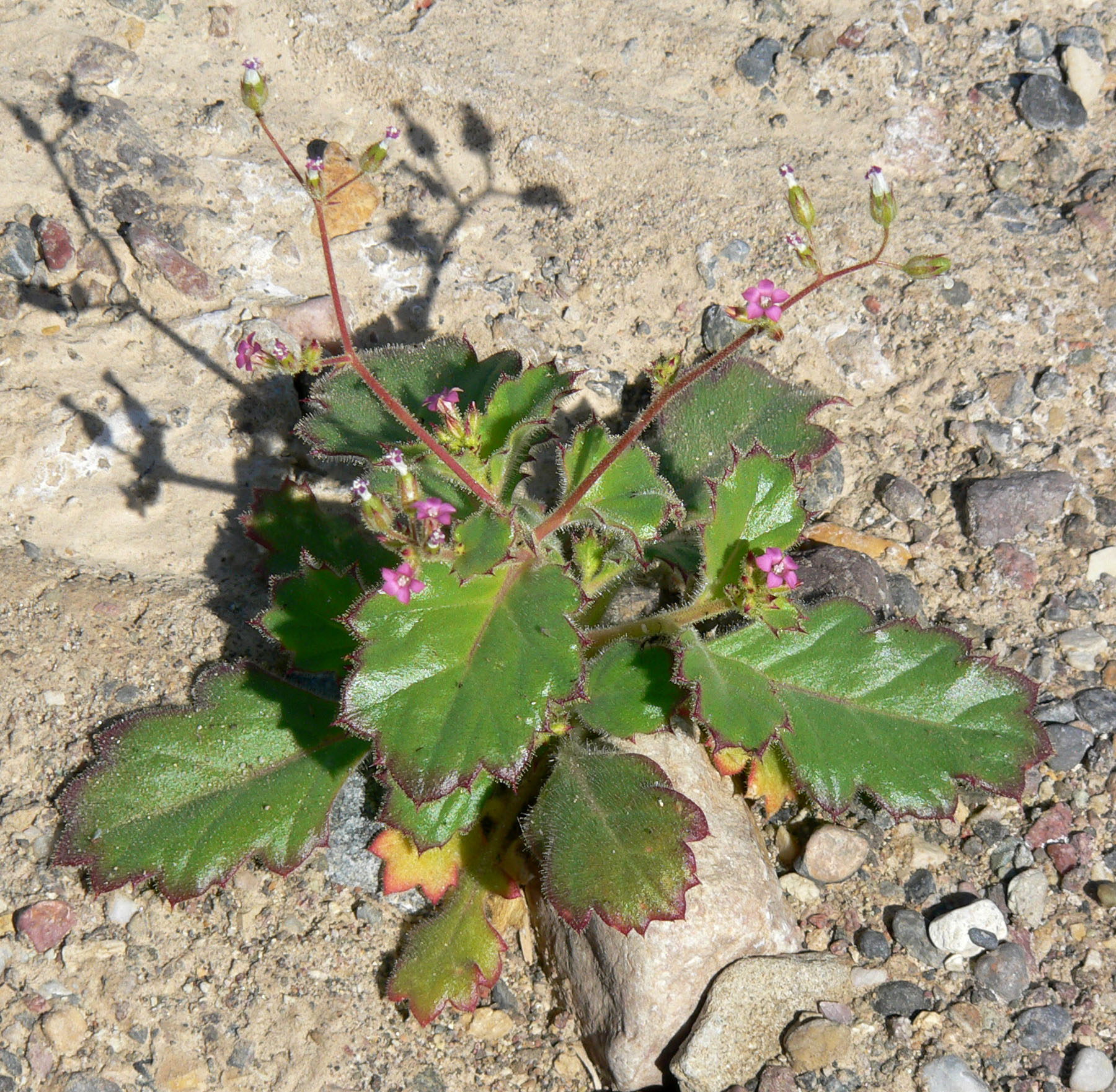